# Divizia A 1993-1994
Sezonul 1993-1994 al Diviziei A a fost cea de-a 76-a ediție a Campionatului de Fotbal al României, și a 56-a de la introducerea sistemului divizionar. A început pe 15 august 1993 și s-a terminat pe 27 aprilie 1994. Campioana en titre, Steaua București, a reușit să își apere cu succes titlul de campioană. Pentru Steaua, acesta a fost cel de-al 16-lea titlu de campioană din istorie, extinzându-și recordul deținut la acea vreme de cele mai multe titluri acumulate în România.
Campionatul s-a terminat mai devreme decât de obicei în vederea pregătirii echipei naționale de fotbal pentru Campionatul Mondial de Fotbal 1994. Acesta a fost ultimul sezon din România când a fost folosit sistemul de punctaj cu 2 puncte pentru victorie.

## Stadioane
| Steaua București    | FC U Craiova | Rapid București | Dacia Unirea Brăila   |
| ------------------- | --- | --- | --------------------- |
| Steaua              | Central | Rapid-Giulești | Municipal (Brăila)    |
| Capacitate: 28.365  | Capacitate: 37.000 | Capacitate: 19.100 | Capacitate: 30.000    |
|                     | | |                       |
| Dinamo București    | Politehnica Timișoara | Progresul București | Petrolul Ploiești     |
| Dinamo              | Silviu Bindea | Cotroceni | Ilie Oană             |
| Capacitate: 15.032  | Capacitate: 40.000 | Capacitate: 14.542 | Capacitate: 20.000    |
|                     | | |                       |
| Oțelul Galați       | OțelulBrăilaCeahlăulPolitehnicaPetrolulFarulUniversitateaGloriaInterUniversitateaUTAElectroputereBrașovBucureștiEchipele din București: · Dinamo · Progresul · Rapid · Sportul · SteauaDivizia A 1993-1994 (România) DinamoProgresulRapidSteauaSportul Locația echipelor din București. | OțelulBrăilaCeahlăulPolitehnicaPetrolulFarulUniversitateaGloriaInterUniversitateaUTAElectroputereBrașovBucureștiEchipele din București: · Dinamo · Progresul · Rapid · Sportul · SteauaDivizia A 1993-1994 (România) DinamoProgresulRapidSteauaSportul Locația echipelor din București. | Ceahlăul Piatra Neamț |
| Oțelul              | OțelulBrăilaCeahlăulPolitehnicaPetrolulFarulUniversitateaGloriaInterUniversitateaUTAElectroputereBrașovBucureștiEchipele din București: · Dinamo · Progresul · Rapid · Sportul · SteauaDivizia A 1993-1994 (România) DinamoProgresulRapidSteauaSportul Locația echipelor din București. | OțelulBrăilaCeahlăulPolitehnicaPetrolulFarulUniversitateaGloriaInterUniversitateaUTAElectroputereBrașovBucureștiEchipele din București: · Dinamo · Progresul · Rapid · Sportul · SteauaDivizia A 1993-1994 (România) DinamoProgresulRapidSteauaSportul Locația echipelor din București. | Ceahlăul              |
| Capacitate: 13.500  | OțelulBrăilaCeahlăulPolitehnicaPetrolulFarulUniversitateaGloriaInterUniversitateaUTAElectroputereBrașovBucureștiEchipele din București: · Dinamo · Progresul · Rapid · Sportul · SteauaDivizia A 1993-1994 (România) DinamoProgresulRapidSteauaSportul Locația echipelor din București. | OțelulBrăilaCeahlăulPolitehnicaPetrolulFarulUniversitateaGloriaInterUniversitateaUTAElectroputereBrașovBucureștiEchipele din București: · Dinamo · Progresul · Rapid · Sportul · SteauaDivizia A 1993-1994 (România) DinamoProgresulRapidSteauaSportul Locația echipelor din București. | Capacitate: 12.500    |
|                     | OțelulBrăilaCeahlăulPolitehnicaPetrolulFarulUniversitateaGloriaInterUniversitateaUTAElectroputereBrașovBucureștiEchipele din București: · Dinamo · Progresul · Rapid · Sportul · SteauaDivizia A 1993-1994 (România) DinamoProgresulRapidSteauaSportul Locația echipelor din București. | OțelulBrăilaCeahlăulPolitehnicaPetrolulFarulUniversitateaGloriaInterUniversitateaUTAElectroputereBrașovBucureștiEchipele din București: · Dinamo · Progresul · Rapid · Sportul · SteauaDivizia A 1993-1994 (România) DinamoProgresulRapidSteauaSportul Locația echipelor din București. |                       |
| Farul Constanța     | OțelulBrăilaCeahlăulPolitehnicaPetrolulFarulUniversitateaGloriaInterUniversitateaUTAElectroputereBrașovBucureștiEchipele din București: · Dinamo · Progresul · Rapid · Sportul · SteauaDivizia A 1993-1994 (România) DinamoProgresulRapidSteauaSportul Locația echipelor din București. | OțelulBrăilaCeahlăulPolitehnicaPetrolulFarulUniversitateaGloriaInterUniversitateaUTAElectroputereBrașovBucureștiEchipele din București: · Dinamo · Progresul · Rapid · Sportul · SteauaDivizia A 1993-1994 (România) DinamoProgresulRapidSteauaSportul Locația echipelor din București. | Sportul Studențesc    |
| Farul               | OțelulBrăilaCeahlăulPolitehnicaPetrolulFarulUniversitateaGloriaInterUniversitateaUTAElectroputereBrașovBucureștiEchipele din București: · Dinamo · Progresul · Rapid · Sportul · SteauaDivizia A 1993-1994 (România) DinamoProgresulRapidSteauaSportul Locația echipelor din București. | OțelulBrăilaCeahlăulPolitehnicaPetrolulFarulUniversitateaGloriaInterUniversitateaUTAElectroputereBrașovBucureștiEchipele din București: · Dinamo · Progresul · Rapid · Sportul · SteauaDivizia A 1993-1994 (România) DinamoProgresulRapidSteauaSportul Locația echipelor din București. | Regie                 |
| Capacitate: 15.520  | OțelulBrăilaCeahlăulPolitehnicaPetrolulFarulUniversitateaGloriaInterUniversitateaUTAElectroputereBrașovBucureștiEchipele din București: · Dinamo · Progresul · Rapid · Sportul · SteauaDivizia A 1993-1994 (România) DinamoProgresulRapidSteauaSportul Locația echipelor din București. | OțelulBrăilaCeahlăulPolitehnicaPetrolulFarulUniversitateaGloriaInterUniversitateaUTAElectroputereBrașovBucureștiEchipele din București: · Dinamo · Progresul · Rapid · Sportul · SteauaDivizia A 1993-1994 (România) DinamoProgresulRapidSteauaSportul Locația echipelor din București. | Capacitate: 15.000    |
|                     | OțelulBrăilaCeahlăulPolitehnicaPetrolulFarulUniversitateaGloriaInterUniversitateaUTAElectroputereBrașovBucureștiEchipele din București: · Dinamo · Progresul · Rapid · Sportul · SteauaDivizia A 1993-1994 (România) DinamoProgresulRapidSteauaSportul Locația echipelor din București. | OțelulBrăilaCeahlăulPolitehnicaPetrolulFarulUniversitateaGloriaInterUniversitateaUTAElectroputereBrașovBucureștiEchipele din București: · Dinamo · Progresul · Rapid · Sportul · SteauaDivizia A 1993-1994 (România) DinamoProgresulRapidSteauaSportul Locația echipelor din București. |                       |
| UTA Arad            | OțelulBrăilaCeahlăulPolitehnicaPetrolulFarulUniversitateaGloriaInterUniversitateaUTAElectroputereBrașovBucureștiEchipele din București: · Dinamo · Progresul · Rapid · Sportul · SteauaDivizia A 1993-1994 (România) DinamoProgresulRapidSteauaSportul Locația echipelor din București. | OțelulBrăilaCeahlăulPolitehnicaPetrolulFarulUniversitateaGloriaInterUniversitateaUTAElectroputereBrașovBucureștiEchipele din București: · Dinamo · Progresul · Rapid · Sportul · SteauaDivizia A 1993-1994 (România) DinamoProgresulRapidSteauaSportul Locația echipelor din București. | FC Brașov             |
| Francisc von Neuman | OțelulBrăilaCeahlăulPolitehnicaPetrolulFarulUniversitateaGloriaInterUniversitateaUTAElectroputereBrașovBucureștiEchipele din București: · Dinamo · Progresul · Rapid · Sportul · SteauaDivizia A 1993-1994 (România) DinamoProgresulRapidSteauaSportul Locația echipelor din București. | OțelulBrăilaCeahlăulPolitehnicaPetrolulFarulUniversitateaGloriaInterUniversitateaUTAElectroputereBrașovBucureștiEchipele din București: · Dinamo · Progresul · Rapid · Sportul · SteauaDivizia A 1993-1994 (România) DinamoProgresulRapidSteauaSportul Locația echipelor din București. | Tineretului           |
| Capacitate: 7.287   | OțelulBrăilaCeahlăulPolitehnicaPetrolulFarulUniversitateaGloriaInterUniversitateaUTAElectroputereBrașovBucureștiEchipele din București: · Dinamo · Progresul · Rapid · Sportul · SteauaDivizia A 1993-1994 (România) DinamoProgresulRapidSteauaSportul Locația echipelor din București. | OțelulBrăilaCeahlăulPolitehnicaPetrolulFarulUniversitateaGloriaInterUniversitateaUTAElectroputereBrașovBucureștiEchipele din București: · Dinamo · Progresul · Rapid · Sportul · SteauaDivizia A 1993-1994 (România) DinamoProgresulRapidSteauaSportul Locația echipelor din București. | Capacitate: 10.000    |
|                     | OțelulBrăilaCeahlăulPolitehnicaPetrolulFarulUniversitateaGloriaInterUniversitateaUTAElectroputereBrașovBucureștiEchipele din București: · Dinamo · Progresul · Rapid · Sportul · SteauaDivizia A 1993-1994 (România) DinamoProgresulRapidSteauaSportul Locația echipelor din București. | OțelulBrăilaCeahlăulPolitehnicaPetrolulFarulUniversitateaGloriaInterUniversitateaUTAElectroputereBrașovBucureștiEchipele din București: · Dinamo · Progresul · Rapid · Sportul · SteauaDivizia A 1993-1994 (România) DinamoProgresulRapidSteauaSportul Locația echipelor din București. |                       |
| Gloria Bistrița     | Electroputere Craiova | Inter Sibiu | Universitatea Cluj    |
| Gloria              | Electroputere | Inter | Ion Moina             |
| Capacitate: 7.800   | Capacitate: 7.000 | Capacitate: 14.200 | Capacitate: 28.000    |
|                     | | |                       |

## Clasament
| Loc | Echipă                    | Pct. | MJ | V  | E  | Î  | GM | GP | DG  | Calificare sau retrogradare                  |
| --- | ------------------------- | ---- | -- | -- | -- | -- | -- | -- | --- | -------------------------------------------- |
| 1.  | Steaua București (C)      | 53   | 34 | 22 | 9  | 3  | 63 | 19 | +44 | Liga Campionilor 1994-95 Runda de calificare |
| 2.  | FCU Craiova               | 40   | 34 | 16 | 8  | 10 | 64 | 46 | +18 | Cupa UEFA 1994-95 Runda preliminară          |
| 3.  | Dinamo București          | 39   | 34 | 16 | 7  | 11 | 65 | 40 | +25 | Cupa UEFA 1994-95 Prima rundă                |
| 4.  | Rapid București           | 38   | 34 | 16 | 6  | 12 | 43 | 32 | +11 | Cupa UEFA 1994-95 Runda preliminară          |
| 5.  | Petrolul Ploiești         | 38   | 34 | 14 | 10 | 10 | 34 | 30 | +4  |                                              |
| 6.  | Farul                     | 37   | 34 | 15 | 7  | 12 | 42 | 38 | +4  |                                              |
| 7.  | Gloria Bistrița           | 35   | 34 | 16 | 3  | 15 | 47 | 43 | +4  | Cupa Cupelor 1994-95 Prima rundă             |
| 8.  | Inter Sibiu               | 34   | 34 | 13 | 8  | 13 | 40 | 41 | −1  |                                              |
| 9.  | Progresul București       | 32   | 34 | 14 | 4  | 16 | 44 | 42 | +2  |                                              |
| 10. | Ceahlăul                  | 32   | 34 | 11 | 10 | 13 | 27 | 40 | −13 |                                              |
| 11. | UTA Arad                  | 32   | 34 | 12 | 8  | 14 | 35 | 49 | −14 |                                              |
| 12. | Universitatea Cluj        | 31   | 34 | 11 | 9  | 14 | 39 | 42 | −3  |                                              |
| 13. | FC Brașov                 | 31   | 34 | 13 | 5  | 16 | 38 | 52 | −14 |                                              |
| 14. | Electroputere Craiova     | 30   | 34 | 10 | 10 | 14 | 25 | 34 | −9  | Cupa Intertoto 1994                          |
| 15. | Oțelul Galați             | 29   | 34 | 12 | 5  | 17 | 38 | 47 | −9  |                                              |
| 16. | Sportul Studențesc        | 29   | 34 | 11 | 7  | 16 | 30 | 45 | −15 |                                              |
| 17. | Politehnica Timișoara (R) | 28   | 34 | 11 | 6  | 17 | 39 | 53 | −14 | Retrogradare în Divizia B 1994-1995          |
| 18. | Dacia Unirea Brăila (R)   | 24   | 34 | 9  | 6  | 19 | 33 | 53 | −20 | Retrogradare în Divizia B 1994-1995          |

1. 1 2  RAP 3-0 PET; PET 1-0 RAP
2. 1 2 3  PRO: 7 pct; CEA: 5 pct; UTA: 4 pct
3. 1 2  UCJ 5-1 BRA; BRA 2-1 UCJ
4. 1 2  SSB 0-1 OȚE; OȚE 3-1 SSB

### Pozițiile pe etapă
| Etapă/ Echipă                | 1      | 2  | 3  | 4  | 5  | 6  | 7  | 8  | 9  | 10 | 11 | 12 | 13 | 14 | 15 | 16 | 17 | 18 | 19 | 20 | 21 | 22 | 23 | 24 | 25 | 26 | 27 | 28 | 29 | 30 | 31 | 32 | 33 | 34 |    |
| ---------------------------- | ------ | -- | -- | -- | -- | -- | -- | -- | -- | -- | -- | -- | -- | -- | -- | -- | -- | -- | -- | -- | -- | -- | -- | -- | -- | -- | -- | -- | -- | -- | -- | -- | -- | -- | -- |
| Etapă/ Echipă                | Brașov | 9  | 10 | 8  | 10 | 12 | 14 | 11 | 13 | 9  | 11 | 11 | 11 | 8  | 10 | 9  | 11 | 10 | 9  | 10 | 9  | 10 | 9  | 7  | 8  | 8  | 8  | 10 | 10 | 11 | 14 | 11 | 14 | 10 | 13 |
| Ceahlăul Piatra Neamț        | 15     | 12 | 15 | 17 | 16 | 17 | 17 | 18 | 18 | 17 | 18 | 18 | 18 | 18 | 18 | 17 | 17 | 17 | 16 | 17 | 16 | 17 | 15 | 14 | 14 | 14 | 14 | 14 | 13 | 15 | 16 | 13 | 11 | 10 |    |
| Universitatea Craiova        | 5      | 2  | 1  | 1  | 1  | 3  | 3  | 2  | 2  | 2  | 2  | 2  | 2  | 2  | 5  | 3  | 3  | 2  | 5  | 3  | 3  | 3  | 3  | 3  | 2  | 2  | 3  | 2  | 3  | 2  | 2  | 2  | 2  | 2  |    |
| Dacia Unirea Brăila          | 10     | 14 | 11 | 14 | 7  | 6  | 9  | 10 | 10 | 13 | 12 | 14 | 11 | 8  | 11 | 9  | 11 | 12 | 13 | 14 | 12 | 14 | 14 | 15 | 17 | 17 | 17 | 18 | 18 | 18 | 18 | 18 | 18 | 18 |    |
| Dinamo București             | 18     | 15 | 10 | 13 | 9  | 13 | 10 | 11 | 8  | 9  | 4  | 6  | 6  | 5  | 2  | 2  | 2  | 4  | 2  | 2  | 2  | 2  | 2  | 2  | 3  | 3  | 2  | 3  | 2  | 3  | 3  | 3  | 3  | 3  |    |
| Electroputere Craiova        | 13     | 17 | 17 | 18 | 17 | 18 | 15 | 12 | 13 | 16 | 14 | 13 | 14 | 14 | 12 | 13 | 14 | 14 | 15 | 15 | 15 | 15 | 16 | 16 | 15 | 15 | 15 | 15 | 16 | 17 | 17 | 15 | 12 | 14 |    |
| Farul Constanța              | 7      | 3  | 3  | 2  | 2  | 1  | 2  | 3  | 3  | 4  | 5  | 4  | 3  | 6  | 3  | 5  | 5  | 5  | 6  | 6  | 7  | 8  | 9  | 7  | 6  | 7  | 7  | 8  | 8  | 7  | 6  | 7  | 7  | 6  |    |
| Gloria Bistrița              | 16     | 6  | 13 | 8  | 10 | 7  | 5  | 5  | 4  | 6  | 9  | 12 | 9  | 12 | 10 | 10 | 9  | 6  | 4  | 5  | 6  | 7  | 8  | 9  | 9  | 9  | 8  | 7  | 5  | 6  | 5  | 6  | 6  | 7  |    |
| Inter Sibiu                  | 8      | 5  | 4  | 5  | 4  | 8  | 6  | 6  | 5  | 3  | 3  | 3  | 4  | 3  | 6  | 4  | 6  | 7  | 7  | 8  | 8  | 6  | 4  | 6  | 4  | 5  | 4  | 5  | 7  | 4  | 8  | 8  | 9  | 8  |    |
| Oțelul Galați                | 14     | 7  | 12 | 6  | 13 | 15 | 16 | 17 | 15 | 18 | 15 | 15 | 15 | 15 | 15 | 16 | 16 | 15 | 14 | 12 | 13 | 12 | 13 | 13 | 13 | 12 | 11 | 11 | 10 | 12 | 10 | 12 | 15 | 15 |    |
| Petrolul Ploiești            | 11     | 13 | 14 | 9  | 14 | 9  | 12 | 8  | 11 | 10 | 7  | 8  | 7  | 7  | 4  | 6  | 4  | 3  | 3  | 4  | 4  | 5  | 6  | 5  | 7  | 4  | 5  | 6  | 4  | 5  | 4  | 4  | 4  | 5  |    |
| Național București           | 2      | 4  | 7  | 4  | 6  | 4  | 7  | 9  | 12 | 7  | 10 | 7  | 10 | 9  | 8  | 8  | 8  | 8  | 9  | 7  | 5  | 4  | 5  | 4  | 5  | 6  | 6  | 4  | 6  | 8  | 9  | 9  | 8  | 9  |    |
| Rapid București              | 17     | 18 | 16 | 15 | 11 | 11 | 14 | 16 | 16 | 14 | 13 | 9  | 12 | 11 | 13 | 14 | 12 | 11 | 11 | 11 | 11 | 11 | 11 | 10 | 10 | 10 | 9  | 9  | 9  | 9  | 7  | 5  | 5  | 4  |    |
| Sportul Studențesc București | 3      | 8  | 9  | 12 | 15 | 12 | 8  | 7  | 6  | 8  | 6  | 10 | 13 | 13 | 14 | 15 | 15 | 16 | 18 | 18 | 18 | 18 | 18 | 18 | 18 | 18 | 18 | 17 | 17 | 16 | 15 | 17 | 17 | 16 |    |
| Steaua București             | 1      | 1  | 2  | 3  | 3  | 2  | 1  | 1  | 1  | 1  | 1  | 1  | 1  | 1  | 1  | 1  | 1  | 1  | 1  | 1  | 1  | 1  | 1  | 1  | 1  | 1  | 1  | 1  | 1  | 1  | 1  | 1  | 1  | 1  |    |
| Politehnica Timișoara        | 12     | 16 | 18 | 16 | 18 | 16 | 18 | 15 | 17 | 15 | 17 | 16 | 16 | 16 | 17 | 18 | 18 | 18 | 17 | 16 | 17 | 16 | 17 | 17 | 16 | 16 | 16 | 16 | 15 | 13 | 14 | 16 | 16 | 17 |    |
| Universitatea Cluj           | 4      | 11 | 5  | 7  | 8  | 10 | 13 | 14 | 14 | 12 | 16 | 17 | 17 | 17 | 16 | 12 | 13 | 13 | 12 | 13 | 14 | 13 | 12 | 12 | 12 | 11 | 12 | 13 | 14 | 11 | 13 | 11 | 14 | 12 |    |
| UTA Arad                     | 6      | 9  | 6  | 11 | 5  | 5  | 4  | 4  | 7  | 5  | 8  | 5  | 5  | 4  | 7  | 7  | 7  | 10 | 8  | 10 | 9  | 10 | 10 | 11 | 11 | 13 | 13 | 12 | 12 | 10 | 12 | 10 | 13 | 11 |    |

| Câștigătorii Diviziei A, ediția 1993/1994 |
| ----------------------------------------- |
| Steaua București Al 16-lea Titlu          |

## Rezultate
| Oaspeți ► Gazde ▼                          | BRA | CEA | UCR | DUB | DIN | ELC | FAR | GBI | INT | OȚE | PET | NAT | RAP | SPO | STE | POL | UCL | UTA |
| ------------------------------------------ | --- | --- | --- | --- | --- | --- | --- | --- | --- | --- | --- | --- | --- | --- | --- | --- | --- | --- |
| Brașov                                     |     | 2–0 | 2–0 | 2–0 | 0–0 | 1–0 | 0–1 | 1–0 | 3–1 | 4–0 | 1–1 | 2–1 | 0–2 | 1–0 | 0–1 | 1–3 | 2–1 | 3–0 |
| Ceahlăul Piatra Neamț                      | 2–1 |     | 1–4 | 4–2 | 2–1 | 0–0 | 1–0 | 1–0 | 0–0 | 1–0 | 0–0 | 0–2 | 2–0 | 1–1 | 1–1 | 2–0 | 1–1 | 2–0 |
| Universitatea Craiova                      | 6–2 | 3–0 |     | 5–0 | 3–2 | 0–0 | 1–2 | 2–0 | 0–0 | 1–0 | 0–1 | 2–1 | 3–1 | 1–2 | 3–1 | 1–0 | 3–0 | 4–1 |
| Dacia Unirea Brăila                        | 0–0 | 0–0 | 1–1 |     | 1–0 | 3–0 | 1–0 | 2–4 | 2–0 | 1–0 | 2–1 | 4–0 | 0–0 | 2–1 | 2–5 | 0–3 | 0–0 | 2–0 |
| Dinamo București                           | 6–1 | 4–0 | 2–3 | 2–0 |     | 4–2 | 2–1 | 2–0 | 4–1 | 3–1 | 3–1 | 2–0 | 3–1 | 0–0 | 0–3 | 4–1 | 4–1 | 5–2 |
| Electroputere Craiova                      | 0–1 | 0–0 | 2–2 | 1–0 | 2–2 |     | 0–1 | 2–1 | 1–0 | 5–1 | 0–0 | 1–0 | 1–0 | 1–0 | 0–0 | 0–0 | 2–0 | 1–1 |
| Farul Constanța                            | 0–1 | 2–0 | 1–1 | 2–1 | 2–1 | 3–1 |     | 1–0 | 2–3 | 0–3 | 0–0 | 3–0 | 2–1 | 4–0 | 1–1 | 3–1 | 3–0 | 1–1 |
| Gloria Bistrița                            | 2–1 | 2–0 | 3–2 | 3–0 | 1–1 | 1–0 | 3–1 |     | 2–0 | 1–0 | 2–1 | 1–0 | 1–2 | 5–0 | 0–1 | 4–0 | 1–0 | 3–1 |
| Inter Sibiu                                | 4–1 | 3–1 | 2–2 | 2–0 | 1–0 | 2–0 | 0–0 | 2–0 |     | 1–0 | 1–1 | 2–0 | 2–0 | 1–2 | 0–2 | 2–1 | 3–2 | 3–1 |
| Oțelul Galați                              | 1–0 | 0–1 | 3–1 | 4–3 | 2–0 | 1–0 | 2–0 | 1–1 | 1–1 |     | 4–0 | 1–0 | 1–1 | 3–1 | 0–1 | 6–3 | 1–1 | 0–0 |
| Petrolul Ploiești                          | 3–0 | 2–0 | 2–1 | 1–0 | 0–1 | 1–0 | 2–0 | 2–0 | 0–0 | 2–0 |     | 2–0 | 1–0 | 1–1 | 1–1 | 1–0 | 1–0 | 3–0 |
| Național București                         | 1–1 | 0–0 | 5–2 | 2–1 | 3–0 | 3–0 | 2–3 | 6–0 | 2–0 | 3–0 | 1–0 |     | 1–5 | 2–0 | 0–3 | 1–0 | 0–0 | 1–0 |
| Rapid București                            | 2–1 | 0–1 | 3–1 | 0–0 | 0–0 | 0–1 | 3–0 | 1–2 | 2–0 | 1–0 | 3–0 | 2–2 |     | 1–0 | 2–1 | 1–0 | 2–1 | 3–1 |
| Sportul Studențesc București               | 3–2 | 2–1 | 0–1 | 2–1 | 0–4 | 0–1 | 1–0 | 2–0 | 1–0 | 0–1 | 1–1 | 0–2 | 0–1 |     | 0–0 | 4–0 | 2–0 | 2–1 |
| Steaua București                           | 2–0 | 2–0 | 1–1 | 2–0 | 1–0 | 2–0 | 0–0 | 2–1 | 4–1 | 2–1 | 4–0 | 3–0 | 0–0 | 3–1 |     | 2–0 | 2–0 | 6–0 |
| Politehnica Timișoara                      | 0–0 | 2–0 | 1–2 | 2–1 | 2–2 | 2–0 | 4–1 | 2–0 | 2–1 | 4–0 | 1–1 | 0–3 | 0–2 | 0–0 | 2–2 |     | 1–0 | 1–0 |
| Universitatea Cluj                         | 5–1 | 2–1 | 3–1 | 2–1 | 1–1 | 0–0 | 1–1 | 3–2 | 1–0 | 2–0 | 1–0 | 1–0 | 2–0 | 1–1 | 1–2 | 5–1 |     | 1–2 |
| UTA Arad                                   | 4–0 | 1–1 | 1–1 | 2–0 | 1–0 | 2–1 | 0–1 | 1–1 | 1–1 | 2–0 | 2–1 | 1–0 | 2–1 | 2–0 | 1–0 | 1–0 | 0–0 |     |
| Câștigă gazdele; Remiză; Câștigă oaspeții. |     |     |     |     |     |     |     |     |     |     |     |     |     |     |     |     |     |     |

## Golgheteri
- Gheorghe Craioveanu - Universitatea Craiova - 22
- Ilie Dumitrescu - Steaua București - 17
- Marian Ivan - FC Brașov - 16
- Ovidiu Stângă - Universitatea Craiova - 12
- Iulian Chiriță - Rapid București - 12
- Marin Dună - Național București - 12
- Marian Savu - Dinamo București - 12
- Gheorghe Ceaușilă - Sportul Studențesc - 12
- Gheorghe Butoiu - Farul Constanța - 11
- Basarab Panduru - Steaua București - 8
- Dorin Zotincă - Inter Sibiu - 8
- Constantin Pană - Dinamo București - 8
- Leonard Strizu - Politehnica Timișoara - 8
- Ion Ceaușu - FC Argeș Pitești - 7
- Valentin Ștefan - Oțelul Galați - 7
- Marius Popescu - U Cluj - 6
- Mihai Ionescu - Ceahlăul Piatra Neamț - 6
- Dorel Zegrean - Gloria Bistrița - 5
- Florin Constantinovici - Dinamo București - 5
- Valeriu Răchită - Petrolul Ploiești - 5
- Viorel Ion - Steaua București - 5